# Ikakogi ispacue
Ikakogi ispacue é uma espécie de anfíbio da família Centrolenidae, que só pode ser encontrada no norte da Sierra Nevada de Santa Marta, no departamento de Guajira, na Colômbia. Habita florestas subtropicais e costuma ser vista sobre a vegetação e próxima de córregos.
Os machos adultos medem entre 28,7 e 30,2 milímetros e as fêmeas entre 29,5 e 30,6 milímetros. Seu dorso é verde e pontilhado com pequenos pontos pretos, enquanto metade de seu ventre é transparente e a outra metade é creme. Possuem uma pequena linha composta por pontos brancos na lateral do corpo. Seus olhos são grandes e dorsais, seu focinho é arredondado e seu tímpano não é visível. São morfologicamente idênticos à Ikakogi tayrona, podendo ser distinguida apenas por análises genéticas, bioacústicas ou da morfologia interna de seus girinos.
Durante o período reprodutivo, os machos vocalizam para atrair as fêmeas, que ao aceitarem o chamado, realizam o amplexo e depositam entre 48 e 62 ovos em uma massa gelatinosa aderida em folhas da vegetação ribeirinha. São vigiados pelas mães até sua eclosão, que dá origem a girinos que passam a viver em poças ao longo das margens de córregos. Presume-se que eles podem apresentar comportamentos fossoriais.
A primeira observação da espécie ocorreu em 2015, quando alguns pesquisadores realizavam um trabalho de campo e encontraram um indivíduo que imaginaram ser uma I. tayrona, mas com uma vocalização diferente. Então, a partir disso, foram feitas novas expedições por alguns anos para estudá-los e chegaram a conclusão que se tratava de uma nova espécie, com a descrição sendo publicada em 2019 na revista científica PLOS ONE.

## Taxonomia, histórico e etimologia
A primeira descrição da espécie foi realizada no dia 8 de maio de 2019, na revista científica PLOS ONE, por um grupo de nove pesquisadores brasileiros e colombianos: Marco Rada, Pedro Henrique Dos Santos Dias, José Luis Pérez-Gonzalez, Marvin Anganoy-Criollo, Luis Alberto Rueda-Solano, María Alejandra Pinto-E, Lilia Mejía Quintero, Fernando Vargas-Salinas e Taran Grant. Pôde ser identificada como pertencente ao gênero Ikakogi a partir de análises morfológicas, onde foi observado: a coloração branca de seus ossos, a transparência do peritônio visceral, hepático e da parte ventral anterior do parietal, a existência de uma estrutura semelhante a uma crista no centro e ao longo dos úmeros e a presença de espinhos umerais nos machos adultos, além de análises comportamentais, sendo constatado a existência de cuidado parental por partes das fêmeas. Já para atestar a sua especiação, foi preciso usar outros métodos, já que os indivíduos adultos são morfologicamente idênticos à I. tayrona, como análises filogenéticas, onde foi possível encontrar diferenças consideráveis na sequência genômica do citocromo b das duas espécies, de sua vocalização, que se distingue pela frequência e pela quantidade de notas, e pela morfologia interna de seus girinos, que possuem um número diferente de papilas bucais.
O primeiro avistamento conhecido da espécie ocorreu em 2015, quando alguns dos autores da descrição estavam numa expedição em busca de sapos do gênero Atelopus e encontraram um indivíduo, que a primeiro momento, imaginou-se ser uma I. tayrona, porém com uma vocalização diferente da esperada. Posteriormente foram feitas novas expedições em sua busca, com o holótipo usado para a realização do estudo foi encontrado no dia 1 de outubro de 2016 em um pequeno afluente do rio Palomino, no município de Dibulla, na Colômbia, numa altitude de 950 metros do nível do mar, e se tratava de um macho adulto. Além desse, foram coletados outros catorze indivíduos no mesmo local, que foram usados como parátipos e eram compostos por machos, fêmeas e girinos.
Seu epíteto específico deriva das palavras da língua kogi tshi e spákue, que juntas significam gêmeo de, uma alusão ao fato da espécie ser morfologicamente igual à I. tayrona, única espécie além dessa no gênero Ikakogi, com quem mantêm grande proximidade filogenética.

## Distribuição
Atualmente, a espécie só foi observada em dois locais, sempre nas proximidades de algum córrego afluente de um rio maior e numa altitude variando entre os 850 e 950 metros do nível do mar, na Sierra Nevada de Santa Marta, nos municípios de Riohacha e Dibulla, no departamento de Guajira, na Colômbia. Habitam florestas subtropicais e geralmente são encontradas sobre a vegetação, numa altura de um a dois metros do solo.

## Descrição

### Adultos

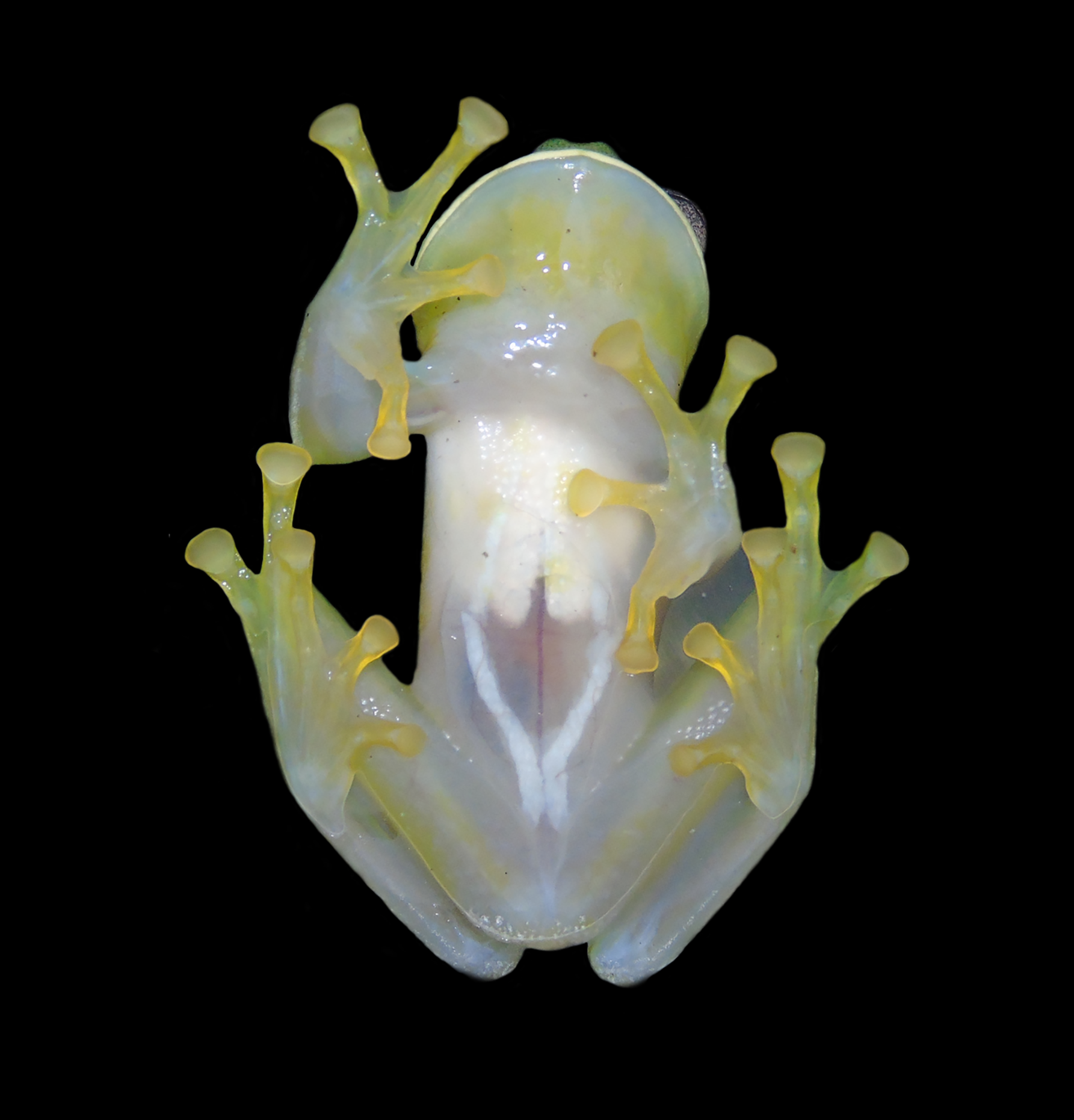
Vista ventral de um macho adulto.

Os machos adultos medem entre 28,7 e 30,2 milímetros, enquanto as fêmeas medem entre 29,5 e 30,6 milímetros. Seu focinho é arredondado quando visto dorsalmente e levemente inclinado ou truncado quando visto lateralmente, o seu tímpano não é visível e seus olhos são grandes e direcionados anterolateralmente, num ângulo de aproximadamente 45 graus. Não possuem dentes vomerianos e sua língua é arredondada e não está totalmente aderida a parte inferior da boca. Seu canthus rostralis é arredondado, suas narinas são elevadas e sua coana possui tamanho médio e é oval. A textura de sua pele é lisa na região do dorso e apresenta caráter granuloso no ventre, com a presença de um par de grandes, arredondados e planos tubérculos na parte inferior da coxa. Seu peritônio parietal corresponde a metade da superfície ventral de sua barriga e é coberto por iridóforos, enquanto seu peritônio, que corresponde a outra metade, é transparente. Os machos adultos possuem espinhos umerais. Seu fígado possui quatro lobos.
O seu dorso apresenta coloração verde com minúsculos pontos pretos salpicados, enquanto seu ventre é creme, sendo mais branco na região do peritônio parietal e translúcido na região do peritônio visceral. Seus dedos são amarelos e a borda superior de sua boca e a lateral do corpo são creme-amarelados, havendo uma ínfima linha composta por pontos brancos esmaltados nos flancos. Sua íris é dourada e possui pequenas reticulações marrom-escuras e uma área mais escura direcionada a pupila. Seus ossos apresentam coloração branca nas diáfises e verde-pálida nas epífises, provavelmente devido a acumulação de biliverdina. Quando estão fixados, sua coloração muda para o creme ou lavanda-claro, restando apenas alguns pontos brancos da linha que eles possuem na lateral. Sua íris também apresenta alterações, ficando prateada com reticulações pretas.
É morfologicamente igual à I. tayrona quando adulta, sendo impossível distinguir as duas espécies apenas por observações visuais, sendo necessárias análises genéticas, de sua vocalização ou de seus girinos. Mas pode ser diferenciada dos demais integrantes da família Centrolenidae pela presença de uma pequena linha branca na lateral do corpo e ossos brancos, que é bem incomum, ocorrendo apenas em algumas espécies dos gêneros Centrolene, Nymphargus e Hyalinobatrachium, e que podem ser identificadas pela visibilidade do tímpano (com exceção de algumas populações de C. buckleyi e C. venezuelense), que nesta espécie não é visível. Outras características que, juntas, permitem discerni-la são: o formato de seu focinho, a presença de espinhos umerais e sua coloração quando vivos ou fixados.

### Girinos

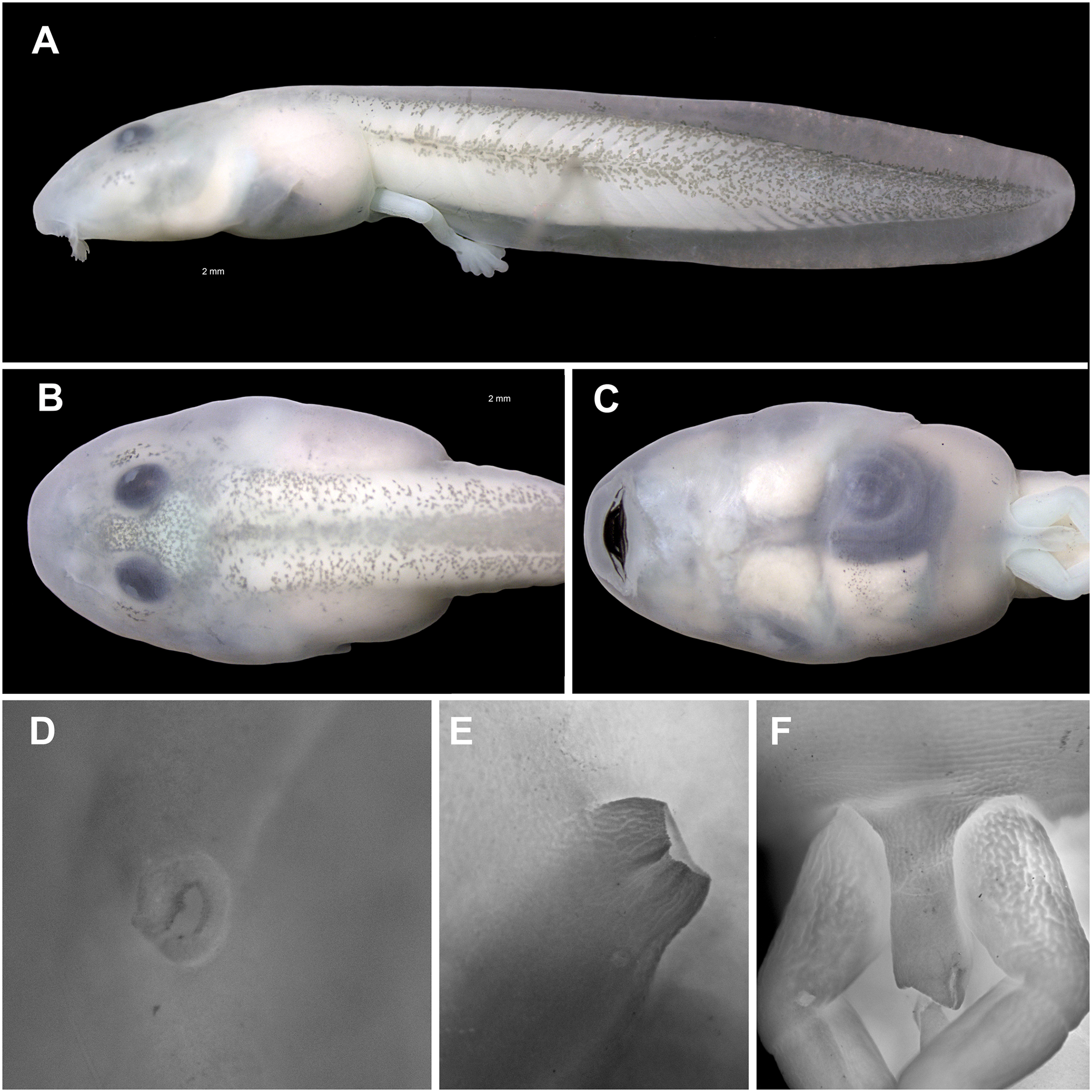
Vista lateral (A), dorsal (B) e ventral (C) e da narina (D), do espiráculo (E) e do tubo cloacal (F) de um girino fixado.

Seus girinos, quando vistos sob perspectiva dorsal, possuem o corpo com um formato alongado e elíptico, sendo mais largo na região central e apresentando o focinho afunilado, e quando observado lateralmente, o seu corpo se mostra voltado para baixo. Os olhos são pequenos e estão localizados no dorso e direcionados anterodorsalmente, assim como suas narinas, que são reniformes e possuem uma borda marginal e uma projeção triangular carnosa na margem sagital. Sua boca é anteroventral, não possui bordas laterais e é envolta por uma única fileira com 64 papilas marginais alternadas e cônicas, não havendo papilas submarginais. Sua fórmula da fileira de dentes labiais (FFDL) é 2(2)/3. Possuem bainhas mandibulares, que são serrilhadas e queratinizadas, com a da mandíbula superior tendo formato de arco e mais larga que a inferior, que tem formato de "U". Seu espiráculo é pequeno e tubular e está localizado na região posterolateral esquerda. Seu tubo cloacal também é tubular e está centralmente localizado na altura da nadadeira ventral, estando fusionado a ela.
Possuem a pele hipervascularizada, fazendo com que sua coloração fique roseada ou avermelhada. Seu dorso é levemente pigmentado com alguns pontos cinza-escuros, que são mais concentrados na região posterior do corpo, entre os olhos e na cauda. Seu ventre é transparente, sendo possível ver seus órgãos, como o intestino, que também é transparente, seu fígado, que é vermelho-escuro, e seu coração e sistema circulatório, que são vermelhos-claros devido a passagem de sangue. A musculatura de sua cauda é avermelhada e há uma linha amarronzada que atravessa um terço dela em meio aos miótomos e suas nadadeiras caudais são transparentes com alguns poucos melanóforos. Quando fixados, sua coloração se torna creme-claro, com os melanóforos e a cauda ficando acinzentadas.
Apenas podem ser distinguidos dos girinos da I. tayrona a partir da análise de sua morfologia interna, onde são contados os números de papilas laterais do assoalho bucal, possuindo treze no total, diferindo desta espécie que apresenta dez. Podem ser diferenciados das demais espécies da família pela ausência de coloração marcante quando fixados, pelo formato do focinho e das mandíbulas, pela FFDL e pelo posicionamento do espiráculo.

## Reprodução

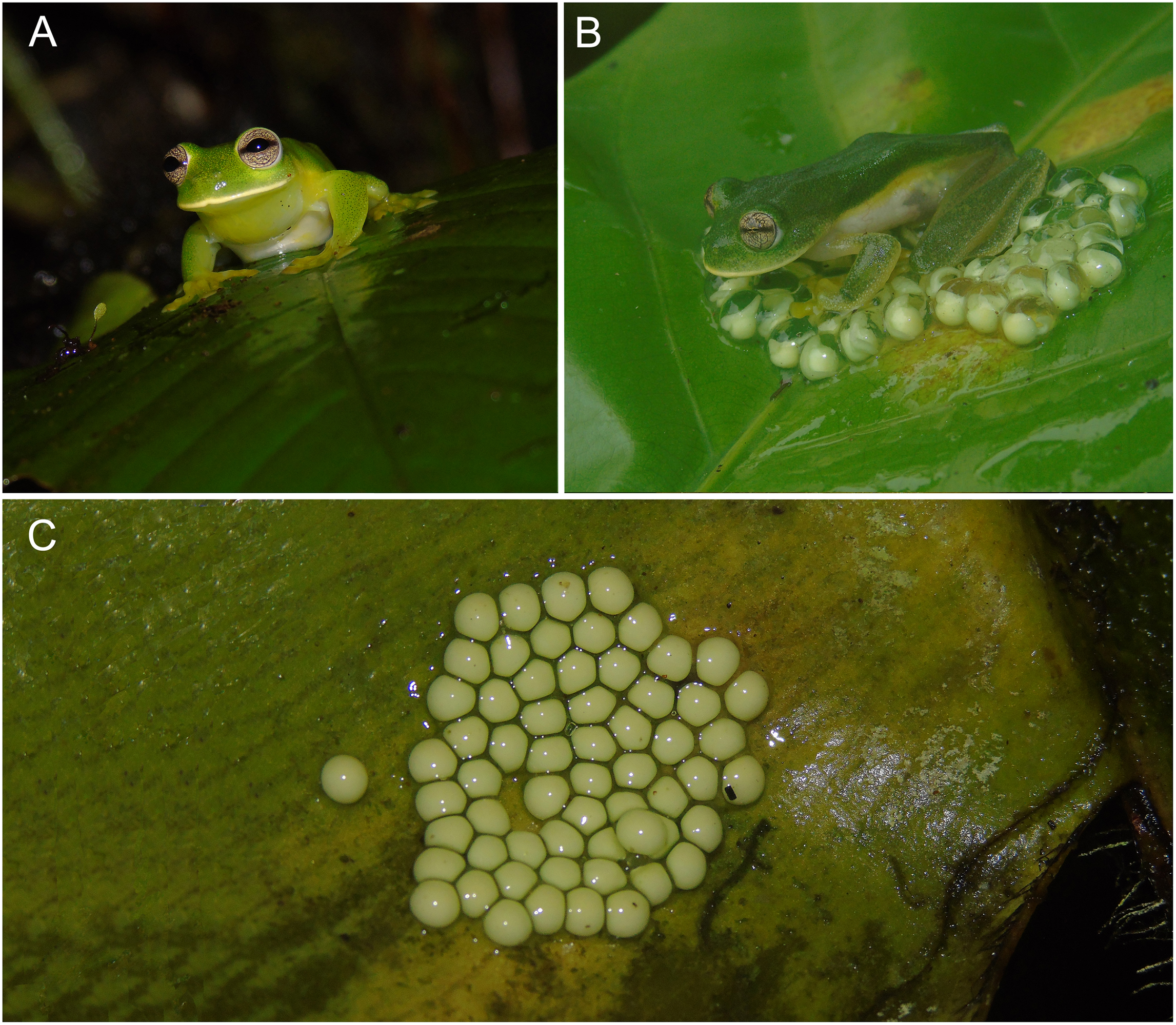
Um macho adulto (A), uma fêmea com ovos (B) e uma massa de ovos (C).

Para atrair as fêmeas, os machos vocalizam em folhas de plantas na margem de córregos, geralmente numa altura entre cinquenta centímetros e 3,5 metros. Sua vocalização é composta pela repetição de uma nota estridente composta por um conjunto de onze a vinte pulsos com amplitude modulada. A duração de cada nota varia entre 0,082 e 0,185 segundos, com os pulsos durando, em média, 0,007 segundos e havendo uma pequena pausa de menos de 0,004 segundos entre eles. É difícil determinar a modulação da frequência, sendo as dominantes entre 2 928 e 3 273 hertz, podendo haver algumas notas em frequências mais altas ou baixas. Pode ser diferenciada da vocalização da I. tayrona por esta apresentar de três a quatro notas não-pulsionadas, cujas frequências são mais baixas, geralmente entre 2 650 e 2 870 hertz.
Após a fêmea escolherem os machos, eles realizam o amplexo e em seguida ela deposita os seus ovos em uma única massa gelatinosa em folhas de plantas pendendo em direção do córrego. Cada ninhada possui entre 48 e 62 ovos, cuja coloração varia entre o creme-claro e o verde-claro e são organizados em formato de anel. Os embriões em desenvolvimento apresentam hipervascularização craniana, fazendo com que fiquem roseados ou avermelhados. Seus corações são transparentes, mas devido a circulação sanguínea, ganham uma tonalidade avermelhada. Seus ovos, depois de eclodirem, dão origem aos girinos, que geralmente são encontrados debaixo da areia ou de folhas caídas em poças ao longo da beira do córrego, com área entre um e dois metros quadrados e profundidade entre trinta e cinquenta centímetros. Devido a suas características morfológicas, imagina-se que os mesmos podem apresentar comportamentos fossoriais.